# Łukasz Serebryski
Łukasz Serebryski herbu Korczak (zm. przed 5 marca 1639 roku) – cześnik chełmski w 1635 roku, komornik graniczny chełmski w 1629 roku. 

## Życiorys
Jako poseł na sejm nadzwyczajny 1629 roku był deputatem ziemi chełmskiej na Trybunał Skarbowy Koronny. 